# Hermann Gmeiner
Hermann Gmeiner (Alberschwende, 23 giugno 1919 – Innsbruck, 26 aprile 1986) è stato un filantropo austriaco, ideatore e fondatore dei Villaggi dei Bambini SOS.

## Biografia
Nato in una famiglia di contadini nel Vorarlberg, Austria, Gmeiner, al termine della scuola obbligatoria vinse una borsa di studio per continuare gli studi di lettere. Sua madre morì quando era ancora piccolo e sua sorella maggiore, Elsa, si prese cura di lui.
Dopo aver provato in prima persona la mostruosa esperienza della Guerra e tornato dal fronte russo dove combatté come soldato, Gmeiner si ritrovò in mezzo alla terribile solitudine ed alla sofferenza degli innumerevoli orfani di guerra e dei bambini rimasti senza una casa. Alla fine della Seconda guerra mondiale, il giovane Gmeiner decise di iniziare un lungo cammino di volontariato ed assistenza, per assicurare il benessere dei più piccoli. Nel suo ideale di felicità infantile, l'aiuto non poteva essere sufficiente fino a quando i bambini avessero dovuto crescere senza una famiglia amorevole e senza una casa accogliente: è proprio seguendo questa idea che Gmeiner sviluppò il concetto dei Villaggi dei Bambini SOS.

## Gmeiner e i villaggi SOS
Con poco più di 600 scellini austriaci (all'incirca 25 euro), Hermann Gmeiner è riuscito ad iniziare l'organizzazione per i Villaggi dei Bambini SOS nel 1949 mentre nello stesso anno fu iniziata la costruzione del primo villaggio SOS a Imst, nello stato austriaco del Tirolo. Il suo lavoro con i bambini e lo sviluppo dell'organizzazione di SOS Villaggi dei Bambini, ha impegnato Hermann Gmeiner per tutta la sua giovinezza, portandolo alla decisione di dedicarsi completamente all'associazione.
Nei decenni successivi, il suo obbiettivo fu quello di sostenere e accogliere i bambini su presupposti simili a quelli familiari con villaggio ospitale nel quale vivere in case assieme ad una figura materna (mamma SOS) e ad altri bambini (fratelli SOS). Gmeiner fu il primo direttore del villaggio SOS di Imst e continuò a sviluppare l'organizzazione per riuscire ad aiutare anche i bambini di molte altre nazioni europee.

## Gmeiner e l'impegno internazionale
Nel 1960, la sede centrale di SOS Kinderdorf International fu stabilita a Strasburgo e Gmeiner fu il primo presidente dell'associazione internazionale. Negli anni successivi le attività di SOS Villaggi dei Bambini arrivarono ben oltre i confini europei. Nel 1963 la campagna Per un pugno di riso riuscì a raccogliere abbastanza fondi per permettere di costruire il primo villaggio SOS non europeo a Taegu, in Corea. Negli anni successivi iniziarono i lavori per i primi villaggi SOS in America del sud ed in Africa.
Entro il 1985 i risultati del lavoro di Hermann Gnmeiner erano sbocciati in 233 Villaggi SOS in 85 diversi paesi del mondo. Per i suoi servizi di aiuto e sostegno ai bambini, Gnmeiner ricevette numerosi riconoscimenti pubblici e fu più volte candidato per il Premio Nobel per la pace. Gnmeiner ha però sempre precisato che i grandi risultati dell'associazione sono stati raggiunti grazie a donazioni, sostegno a distanza e volontariato.

## Morte ed eredità dell'associazione
Hermann Gmeiner morì a Innsbruck nel 1986 ed è ora sepolto vicino alla piccola chiesetta del Villaggio SOS di Imst.
Dopo la morte di Gmeiner, l'associazione è ulteriormente cresciuta con 438 villaggi, 346 case dei giovani SOS, 1.715 servizi e programmi in 132 paesi del mondo. Inoltre sono stati creati anche Centri Medici SOS e strutture per operare durante le emergenze umanitarie.